# 中野寛太
中野 寛太（なかの かんた、2000年9月30日 - ）は、奈良県出身の日本の柔道家。階級は100kg超級。身長182cm。体重125kg。組み手は左組み。得意技は払腰。

## 経歴
柔道は5歳の時に櫻井市柔道連盟で始めた。小学校5年の時に全国小学生学年別柔道大会の45kg超級で5位、6年の時には50kg超級で3位になった。天理中学2年の時には全国中学校柔道大会90kg超級の2回戦で敗れた。3年の時には決勝まで進んで生野中学3年の千野根有我と対戦すると、大内返で技ありを先取するも横四方固で逆転負けを喫して2位だった。団体戦のマルちゃん杯では3位になった。
天理高校に進むと、1年の時にはインターハイ団体戦で3位になった。2年の時には全日本カデの準決勝で国士舘高校1年の斉藤立に大内刈で敗れて3位だった。インターハイでは個人戦の100kg超級決勝で大成高校3年の東部直希を小外掛で破って優勝した。全国高校選手権の個人戦無差別では決勝で桐蔭学園高校2年の90kg級の選手である村尾三四郎をGSに入った直後に大内返で破って優勝を飾った。団体戦では準決勝の桐蔭学園高校戦で2人抜きの後に大将の村尾と引き分けて決勝に進むと、国士舘高校戦では副将で3人抜きをするも、相手大将の1年生エースである斉藤立に体落で敗れると、その後大将も斉藤に敗れて2位にとどまった。なお、全日本選手権の近畿予選で5位に入り、高校生ながら本戦への出場権を得た。3年の時には全日本選手権の初戦で国士舘大学2年の山下魁輝に送襟絞で敗れた。金鷲旗では決勝の国士舘高校戦で、斉藤との大将同士による対戦において大外落で敗れて2位に終わった。インターハイ団体戦決勝で国士舘高校と対戦すると、斉藤との代表戦を支釣込足の技ありで勝利してチームを27年ぶりの優勝へ導いた。個人戦では3回戦で斉藤に体落で敗れた。全日本ジュニアでは決勝で斉藤に技ありで敗れて2位だった。
2019年には天理大学へ進学した。1年の時にはユニバーシアード90kg超級に出場すると、準決勝まで全て一本勝ちするも、決勝でロシアのルスラン・シャフバゾフにGSに入ってから隅落の技ありで敗れて2位だった。無差別では初戦でアゼルバイジャンのゼリム・コツォイエフに反則負けするなどして9位に終わった。団体戦では3位にとどまった。2年の時には11月の講道館杯に出場すると、準々決勝で旭化成の太田彪雅に反則勝ちするも、準決勝で日本製鉄の佐藤和哉に反則負けを喫した。しかし、その後の敗者復活戦を勝ち上がって3位になった。3年の時には体重別で3位になった。4年の時には全日本選手権の2回戦で旭化成の羽賀龍之介に送襟絞で敗れた。体重別団体では天理大の全国大会29年ぶりの優勝に貢献した。講道館杯では3位だった。
2023年4月からは旭化成の所属となった。体重別では初戦で世界ジュニアチャンピオンである東海大学3年の中村雄太に合技で敗れた。続く全日本選手権では2回戦で100kg級の新鋭である東海大学1年の新井道大に大内刈で敗れた。6月の実業団体ではパーク24戦で小川雄勢に勝利するなどして、チームの優勝に貢献した。講道館杯では準々決勝でリオデジャネイロオリンピック銀メダリストである長府工産の原沢久喜を内股で破るなどして決勝まで進むと、会社の先輩となった太田に反則勝ちして、オール一本勝ちでシニアの全国大会初優勝を飾った。
2024年1月のグランプリ・オディベーラスでは準々決勝で中立選手として出場したロシアのタメルラン・バシャエフに技ありで敗れるも3位になった。2月のグランドスラム・パリでは準決勝で韓国のキム・ミンジョンに技ありで敗れるも3位になった。4月の体重別では初戦で綜合警備保障の香川大吾に隅落で敗れた。続く全日本選手権では準決勝で旭化成の8年先輩である王子谷剛志を開始早々の小外刈で破ると、決勝では原沢を2－1の旗判定で破って全日本選手権初優勝を果たした。5月の世界団体では決勝のフランス戦でマテオ・アキアナ＝モンゴを合技で破ってチームの優勝に貢献した。6月の実業団体では優勝した。9月のグランプリ・ザグレブでは決勝でポーランドのグジェゴジ・テレシンスキを大内刈で破るなどオール一本勝ちして、IJFワールド柔道ツアー初優勝を飾った。グランドスラム・東京では決勝で同僚の太田を技ありで破って優勝を飾った。
2025年2月のグランドスラム・バクーでは準決勝でバシャエフに出足払で敗れて3位だった。4月の体重別では会社の後輩となった中村雄太に合技で敗れて3位に終わった。なお、世界選手権の団体戦メンバーに選ばれた。続く全日本選手権では準々決勝でパーク24のウルフ・アロンを有効で破るも、準決勝で綜合警備保障の香川大吾に技ありで敗れて3位にとどまり、今大会2連覇はならなかった。6月の実業団体では決勝のパーク24戦で100㎏級の増山香補と引き分けるも、チームは優勝した。世界団体では初戦のウズベキスタン戦で勝利するも、準決勝のジョージア戦でグラム・ツシシビリに小外掛で敗れると、チームも敗退して3位にとどまった。
IJF世界ランキングは1550ポイント獲得で34位(25/6/9現在)。

## 戦績
- 2011年 - 全国小学生学年別柔道大会 5位（45kg超級）
- 2012年 - 全国小学生学年別柔道大会 3位（50kg超級）
- 2014年 - マルちゃん杯 5位
- 2015年 - 全国中学校柔道大会 2位（90kg超級）
- 2015年 - マルちゃん杯 3位
- 2016年 - 金鷲旗 5位
- 2016年 - インターハイ 団体戦 3位
- 2017年 - 全日本カデ 3位
- 2017年 - インターハイ 優勝（100kg超級）
- 2018年 - 全国高校選手権 個人戦（無差別）優勝 団体戦 2位
- 2018年 - 金鷲旗 2位
- 2018年 - インターハイ 団体戦 優勝
- 2018年 - 全日本ジュニア 2位
- 2019年 - ブレーメンジュニア国際 優勝
- 2019年 - 優勝大会 5位
- 2019年 - ユニバーシアード 個人戦90kg超級 2位 団体戦 3位
- 2019年 - 学生体重別 2位
- 2020年 - 講道館杯 3位
- 2021年 - 体重別 3位
- 2022年 - 優勝大会 3位
- 2022年 - 学生体重別 2位
- 2022年 - 体重別団体 優勝
- 2022年 - 講道館杯 3位
- 2023年 - ベルギー国際 優勝
- 2023年 - 実業団体 優勝
- 2023年 - 講道館杯 優勝
- 2024年 - グランプリ・オディベーラス 3位
- 2024年 - グランドスラム・パリ 3位
- 2024年 - 全日本選手権 優勝
- 2024年 - 世界団体 優勝
- 2024年 - 実業団体 優勝
- 2024年 - グランプリ・ザグレブ 優勝
- 2024年 - 講道館杯 7位
- 2024年 - グランドスラム・東京 優勝
- 2025年 - グランドスラム・バクー　3位
- 2025年 - 体重別　3位
- 2025年 - 全日本選手権　3位
- 2025年 - 実業団体 優勝
- 2025年 - 世界団体　3位

（出典、JudoInside.com）